# Кузнецов, Олег Игоревич
Оле́г И́горевич Кузнецо́в (род. 19 октября 1950, Москва) — советский и российский продюсер мультипликационных фильмов, режиссёр и сценарист.

## Биография[1]
Родился 19 октября 1950 в Москве.
В 1972, Олег Кузнецов получил образование во Всесоюзном государственном институте кинематографии имени С. А. Герасимова на экономическом факультете.
После окончания ВГИКа, Кузнецов работал на киностудии «Центрнаучфильм» с 1972 по 1975.
С 1975 по 1982 работал директором картин (продюсером) на студии «Мульттелефильм» Творческого Объединения «Экран» где спродюсировал самые лучшие свои работы.
С 1982 по 1988 он был членом Госкино СССР.
В 1988 году, он устроился на киностудию «Союзмультфильм» и до 1990 года работал там.
С 1990, он стал работать на киностудии «Анимафильм», а позже, стал её директором.
Является режиссёром ряда документальных фильмов.

## Фильмография

### Директор картин
- 1977 — Лоскутик и Облако
- 1977 — Тебе — атакующий класс!
- 1978 — Сказка о потерянном времени
- 1978 — Златовласка
- 1978 — Как тоску одолели
- 1979 — Дядюшка Ау в городе
- 1979 — Большой секрет для маленькой компании
- 1979 — Ошибка дядюшки Ау
- 1979 — Когда медвежонок проснётся
- 1979 — Квакша
- 1980 — Топчумба
- 1980 — Ночь рождения

### Работал над фильмами
- 1976 — Дядя Фёдор, пёс и кот. Митя и Мурка
- 1976 — Дядя Фёдор, пёс и кот. Мама и папа

### Режиссёр
- 2004 — Как тигрёнок искал полоски
- 2005 — Мелодии московских бульваров
- 2009 — Сон

### Сценарист
- 2009 — Сон